# Finc
Unter der Bezeichnung finc (find in catalog) haben sich Bibliotheken zu einer Gemeinschaft zusammengeschlossen, die gemeinsam bibliographische Suchmaschinensysteme erstellt, weiterentwickelt und dauerhaft betreibt. 
Ursprung der Gemeinschaft war ein dreijähriges, EFRE-gefördertes Projekt in Sachsen, welches es zum Ziel hatte, bibliographische Discovery-Systeme für sächsische Hochschulbibliotheken zu erstellen. Dieses Projekt fand im Zeitraum 2011 bis 2014 statt und wurde auf Basis der Software VuFind realisiert. Nach dem Auslaufen der Förderphase bildeten ehemalige am Projekt beteiligte Einrichtungen eine Gemeinschaft zum weiteren Betrieb und der gemeinschaftlichen Finanzierung der entstandenen Infrastruktur. Seit der Gründung der Gemeinschaft sind neue Mitglieder auch aus anderen Bundesländern beigetreten, mittlerweile arbeiten 17 Einrichtungen aus dem gesamten Bundesgebiet zusammen. Technischer Betreiber der Infrastruktur ist die Universitätsbibliothek Leipzig.